# 味土野
味土野（みどの）は、京都府京丹後市弥栄町須川の小字。天正10年（1582年）の本能寺の変後、明智光秀の三女である玉（後の細川ガラシャ）が細川忠興の命で幽閉されたことで知られる。

## 名称
現在は味土野と表記されるが、かつては三戸野と表記しており、細川ガラシャが詠んだ歌には「三戸野山」が登場する。「ミト/ミド」は「水の浸しやすい処、水の出口」であり、分水嶺に近い水源地を意味する。「ガラシャの御殿（みどの）があったことが地名の由来」とする説もあるが、郷土史家の澤潔はこの説を誤りだとしている。

## 地理

### 位置

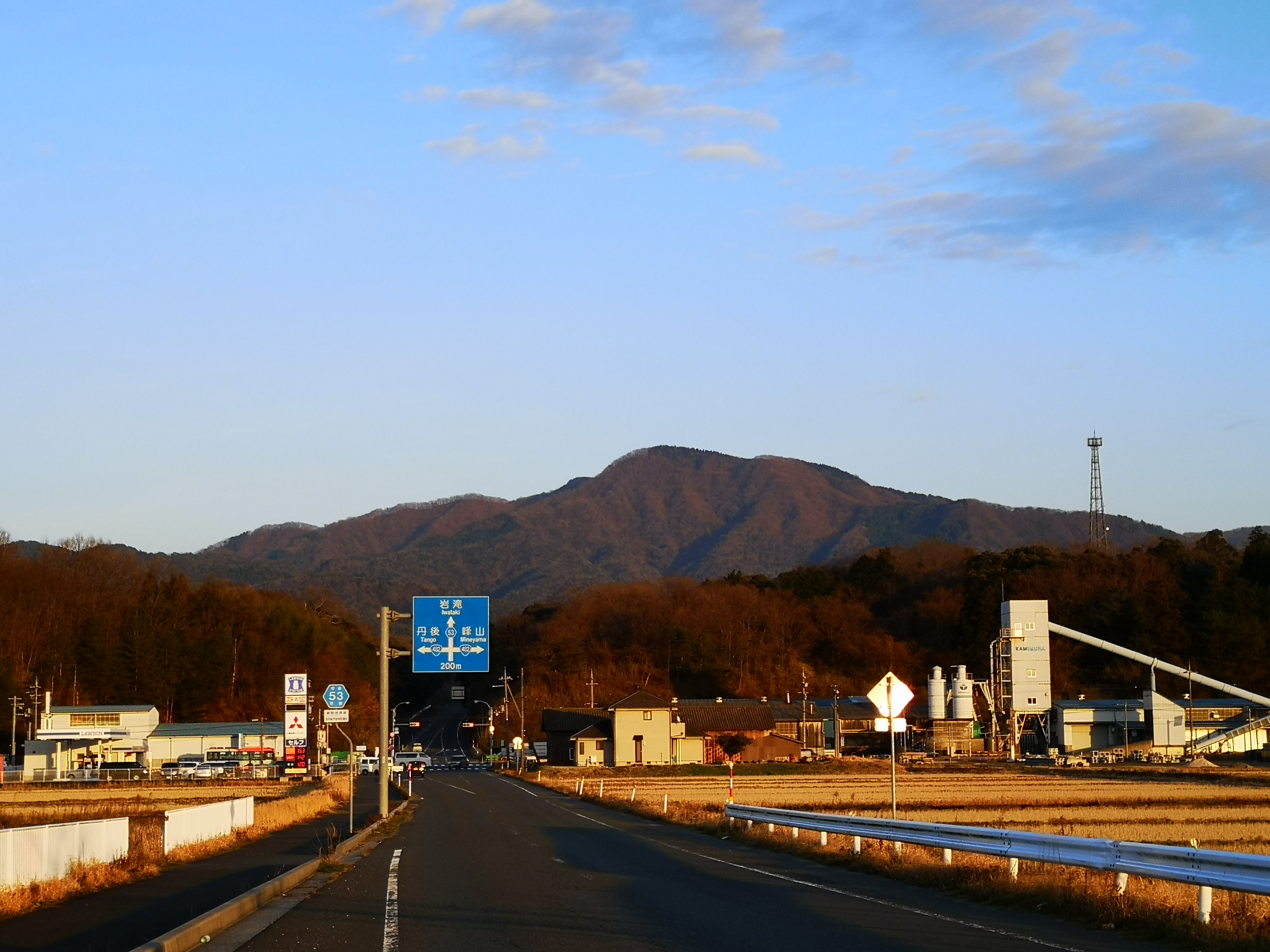
金剛童子山

味土野は宇川の源流部に近い高原にある集落である。標高613メートルの金剛童子山の南東麓にあり、集落中心部にあるガラシャ荘の標高は360メートルである。この地点は金剛童子山の八合目付近とされ、味土野に至る道路沿いには4kmほどにわたって人家が存在しない。宮津市木子、駒倉の西に位置し、近世には京丹後市大宮の延利、与謝野町男山に抜ける道があった。
「幽閉地」という言葉から想像される環境とは異なり、高原にある味土野は日差しが明るく、周囲の山々の四季は美しい。集落から金剛童子山の頂上に向かう登山道があり、山頂まで徒歩約50分である。豪雪地帯にあって標高が高いため、冬季には毎年のように約2メートルの積雪がある。

### 集落内の地理
味土野は現在では人家はほとんどなく､幽閉されたと伝わる場所は山中の小さな丘の上である｡面積20平方メートルほどの平坦な部分が丘の上にあり､この丘は「女城」「御殿」「おさきの岡」などと呼ばれる。女城跡には「細川忠興夫人隠棲地」の石碑がある。女城跡から谷を隔てた北方には男城（おじろ）跡があり、かつて細川ガラシャを警固する武士が待機していたという。20世紀末までは、ガラシャが祀った石像観音や、洗顔を行った化粧池などがあったが、現在も見られるガラシャの時代の名残は井戸跡のみである。

### 味土野ガラシャ大滝
味土野集落の東方には宇川が流れている。集落の約500メートル東、宇川支流の標高260メートル地点には味土野ガラシャ大滝（味土野大滝）があり、丹後半島を代表する滝とされる。『京都府レッドデータブック』によると落差は約20メートル、『日本の滝』によると落差は約35メートル。玄武岩の岩壁を流れ落ちる細い滝である。
丹後地方最大の滝は与謝郡伊根町の布引滝であるが、上流域の流域面積は布引滝より味土野ガラシャ大滝のほうが大きいため、水量が多く迫力があるとされる。味土野ガラシャ大滝は京都府レッドデータブックに掲載されており、2002年版・2015年版ともに「要継続保護」となっている。
2019年（令和元年）春には京都府道655号味土野大宮線の近くに味土野ガラシャ大滝展望所が設置され、4月16日に展望所の開眼法要が営まれた。かつては味土野ガラシャ大滝の滝つぼにアマゴがおり、住民が手づかみで採っていたという。なお、展望所が設置されるまでは味土野大滝と呼ばれていたが、「麒麟がくる京丹後プロジェクト推進協議会」によって味土野ガラシャ大滝と命名された。

### 世帯数と人口
| 人口の変遷         | 人口の変遷 | 人口の変遷 |  |
| ------------------ | ---------- | ---------- |  |
| 1955年（昭和30年） | 162人      |            |  |
| 1960年（昭和35年） | 161人      |            |  |
| 1965年（昭和40年） | 103人      |            |  |
| 1970年（昭和45年） | 34人       |            |  |
| 1975年（昭和50年） | 10人       |            |  |
| 1980年（昭和55年） | 8人        |            |  |
| 1985年（昭和60年） | 6人        |            |  |
| 1990年（平成2年）  | 6人        |            |  |
| 1995年（平成7年）  | 7人        |            |  |
| 2000年（平成12年） | 7人        |            |  |

| 世帯数の変遷       | 世帯数の変遷 | 世帯数の変遷 |  |
| ------------------ | ------------ | ------------ |  |
| 1955年（昭和30年） | 34戸         |              |  |
| 1960年（昭和35年） | 33戸         |              |  |
| 1965年（昭和40年） | 25戸         |              |  |
| 1970年（昭和45年） | 12戸         |              |  |
| 1975年（昭和50年） | 4戸          |              |  |
| 1980年（昭和55年） | 4戸          |              |  |
| 1985年（昭和60年） | 4戸          |              |  |
| 1990年（平成2年）  | 4戸          |              |  |
| 1995年（平成7年）  | 5戸          |              |  |
| 2000年（平成12年） | 5戸          |              |  |

- 人口・世帯数はいずれも国勢調査。

## 歴史

### 細川ガラシャ隠遁地

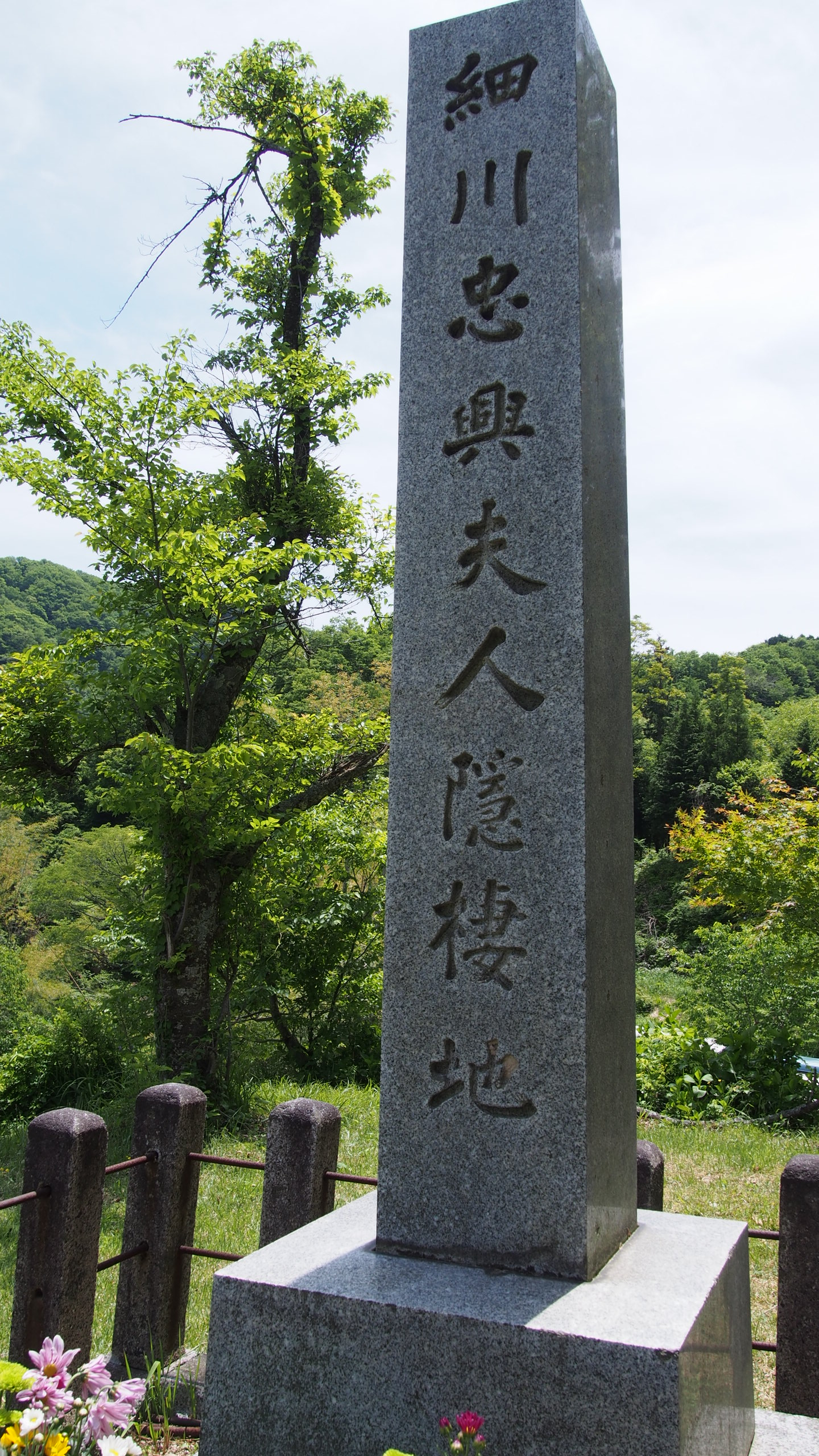
「細川忠興夫人隠棲地」の石碑

天正10年（1582年）6月2日、明智光秀が織田信長に対して本能寺の変を起こした。明智光秀の三女である玉（後の細川ガラシャ）は細川忠興に嫁いでいたが、玉は謀反人の娘とされて味土野に幽閉された。玉は2人の幼子を宮津城に残して隠棲生活を送ることとなったが、村人との交流の中で落ち着きを取り戻した。玉の幽閉中には味土野で疫病が流行したことがあったが、玉が自詠の歌「いかでかは 御裳濯川の流れ汲む 人にたたらむ 疫癘の神」を門口に貼らせると流行が収まったという逸話がある。やがて玉はキリスト教の洗礼を受け、「恩寵」の意味をもつガラシャという洗礼名を受けた。ガラシャは2年数か月を味土野で過ごした後、天正12年（1584年）3月に幽閉を解かれて大坂屋敷に戻った。
細川ガラシャが味土野に隠遁していたことは、『野間郷土誌』などの記録から郷土では語り継がれていたものの、長く一般にはあまり知られていなかった。しかし、後に細川ガラシャについての小説を書くことになる作家の森田草平が読売新聞の随筆で、野間村出身の新聞記者で郷土史研究者である木下幸吉から聞いたこととして紹介したことがきっかけになっている。
この後、1935年（昭和10年）夏、与謝郡加悦町出身の下村寿一（東京女子高等師範学校長）らによって味土野の現地調査が行われた。この調査の際にその事実が細川家当主の細川護立に報告され、広く明るみに出た。この現地調査の結果に基づき、与謝郡・竹野郡両郡の婦人会員と女子青年団員の活動による資金で、1936年（昭和11年）には「細川忠興夫人隠棲地」の石碑が建立された。細川護立が揮毫を行っている。幽閉地として味土野が選択された理由は定かでないが、郷土史家の芦田行雄は、「この地域は修験者の往来が多かったことから、他者を受け入れる体制があったためではないか」としている。NPO法人まちづくりサポートセンター理事長の中江忠宏は、「（味土野は）金剛童子山の登山口に位置し、多くの山伏たちが修行のために行き来するからだ。この地にガラシャの館があるのなら、これほど動静がわかる場所はない」としている。
これらの指摘に対して、玉（細川ガラシャ）は丹波国船井郡三戸野に滞在しており、丹後国の味土野幽閉説は史実としてはほとんど成立する余地がないとする反論がある。

### 近現代

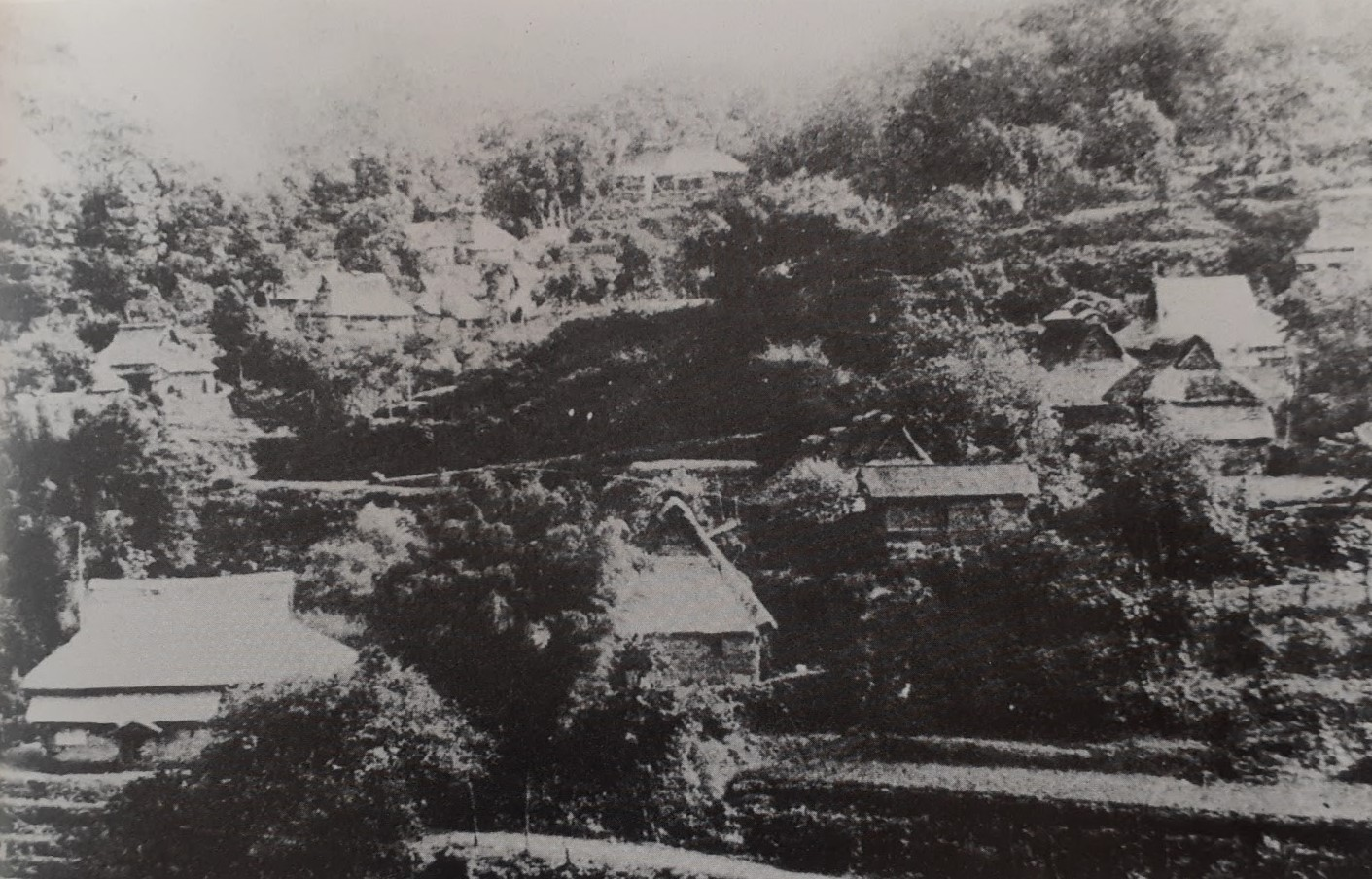
1935年頃の味土野

戸数の最盛期は江戸時代の元禄年間であり、50余戸があったとされる。
明治時代初期の味土野には44戸があり、明治時代末期の味土野には41戸があった。1908年（明治41年）には野間村立野間小学校味土野分教場が設置された。大正時代初期には約40戸・約200人が暮らしていた。1935年（昭和10年）夏には下村寿一らによる味土野の現地調査が行われ、1936年（昭和11年）には「細川忠興夫人隠棲地」の石碑が建立された。昭和初期の味土野には約40戸が点在しており、約300人が炭焼きや養蚕などで生計を立てていた。

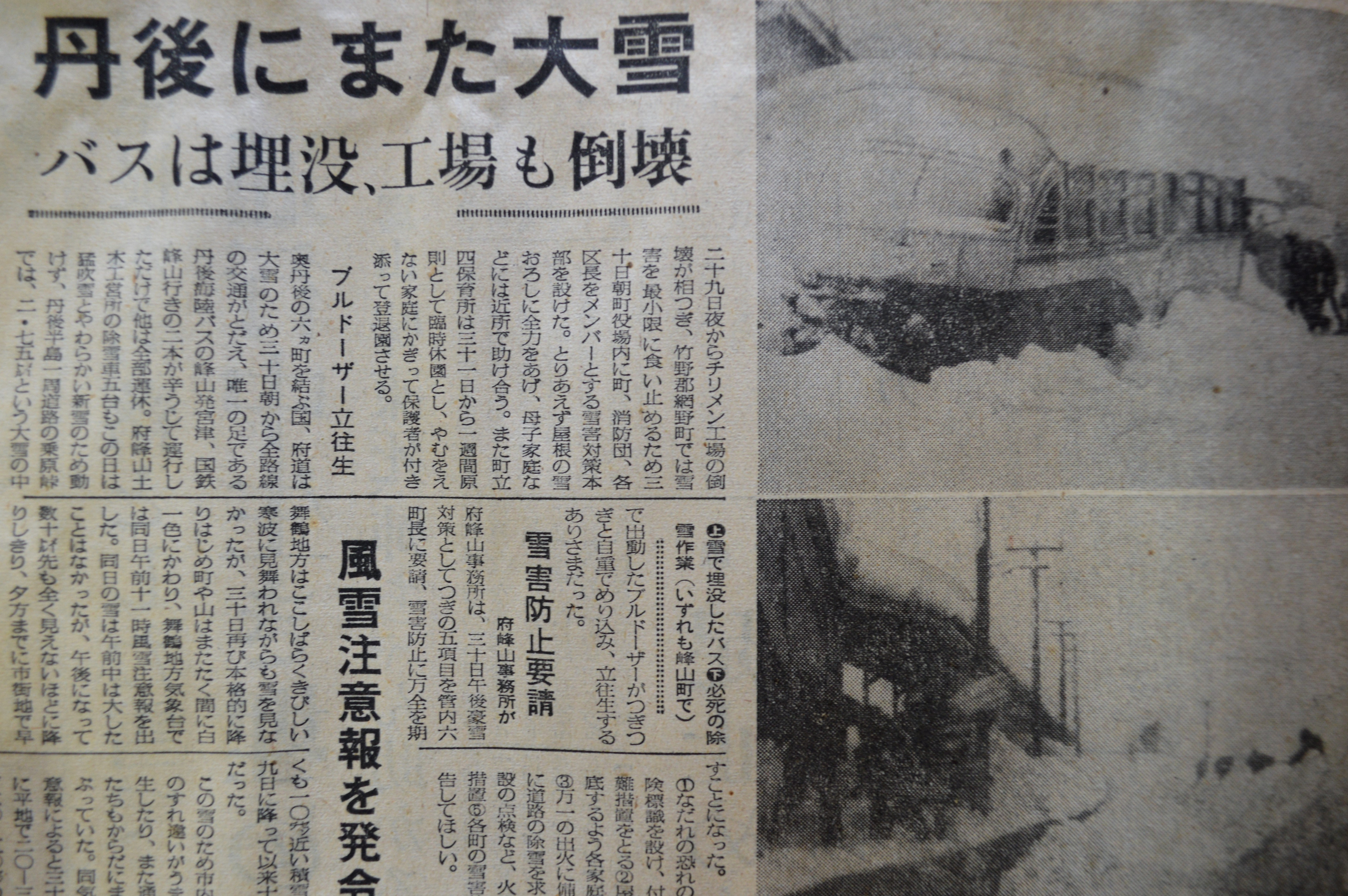
三八豪雪（丹後豪雪）の被害を伝える新聞記事

1955年（昭和30年）には野間村と弥栄村が合併して弥栄町が発足し、味土野分教場は弥栄町立野間小学校味土野分校となった。1960年（昭和35年）時点ではすべての農家が50%-90%の所得を農業から得ており、残り10%-49%の所得を薪の販売や木材の搬出などの兼業で得ていた。1963年（昭和38年）1月の三八豪雪（丹後豪雪）後には、丹後半島各地で廃村となる集落が相次ぎ、半島における過疎化が進んだ。味土野でも三八豪雪以降に離村する住民が相次いだとされ、1964年（昭和39年）からの10年間で26戸が離村した。
1970年（昭和45年）時点の農家数は13戸であった。野間小学校味土野分校は1971年（昭和46年）3月に閉校し、63年の歴史に幕を閉じた。最終年度には児童数が1人となってマンツーマン授業が行われていたが、この児童が卒業したことで閉校となったのである。閉校式には味土野の住民全員が参加し、学校の表札が外された際には全員が涙を流したという。1979年（昭和54年）にはカトリック京都司教区宮津ブロックが主催する「ガラシャ祭」が初開催された。1983年（昭和58年）頃の戸数は3戸ほどとなっており、1984年（昭和59年）8月には「ふるさと味土野之跡」の石碑が建立された。

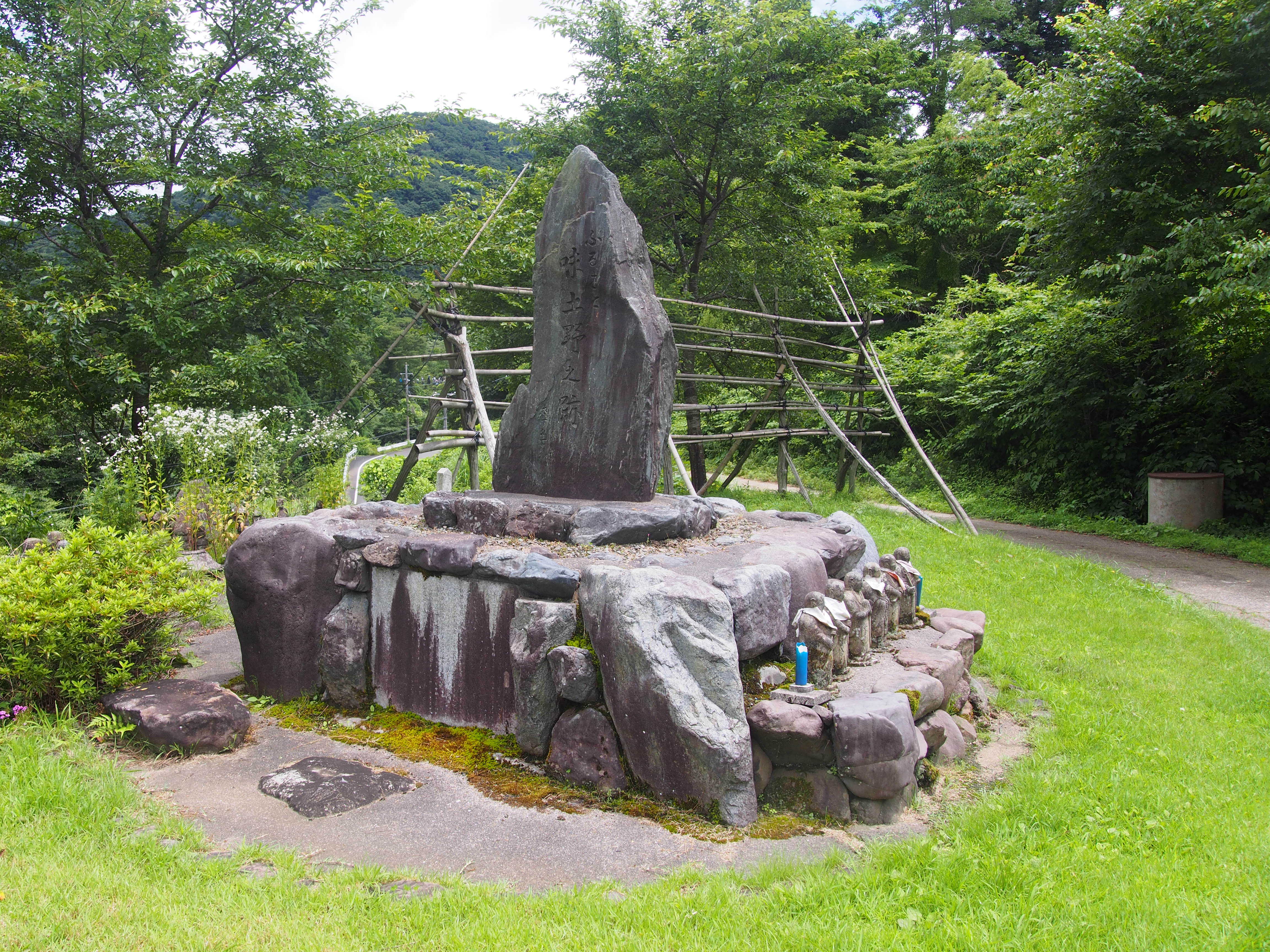
「ふるさと味土野之跡」の石碑

野間小学校味土野分校の校舎は、弥栄町営の宿泊施設「ガラシャ荘」に転換された。1986年（昭和61年）11月には最年長の夫婦が離村し、1987年（昭和62年）時点の味土野には3戸5人が暮らしていた。同年夏にはジャーナリストの今井一が「ガラシャ荘」に3か月間滞在して原稿を執筆していた。1988年（昭和63年）には弥栄町が、味土野に「ガラシャの里」というキャッチコピーを付けて町おこしに乗り出した。1991年（平成3年）の人口は3戸4人だったが、お盆の時期には多くの味土野出身者が墓参りで里帰りするという。1996年（平成8年）時点の居住者は、都会から移り住んだ2人を含む4世帯5人だった。
2001年（平成13年）4月には味土野に弥栄地震観測施設が完成し、丹後半島における地震観測が開始された。1990年（平成2年）時点の味土野の戸数は3戸にまで減少し、2006年（平成18年）時点でもやはり3戸だった。弥栄町営宿泊施設「ガラシャ荘」は2013年（平成25年）に建て直された。

### 近年の動向
2016年（平成28年）5月9日には「ガラシャ祭」が開催され、聖母行列やミサなどが行われた。2019年（令和元年）5月20日にはカトリック丹後教会が主催する「ガラシャ祭」が開催され、約100人がガラシャ行列などに参加して細川ガラシャの生涯に思いをはせた。
2019年（令和元年）には「麒麟がくる京丹後市プロジェクト推進協議会」が主体となって、細川ガラシャ隠棲地に東屋を作るためのクラウドファンディングが行われた。当初の目標金額は50万円だったが、目標を大きく上回る123万円を集め、寄付は基礎工事費・材料費・運搬費などに充てられた。京都府立宮津高等学校建築科3年生が東屋2棟の製作を担当し、10月8日に竣工式と寄贈式が行われた。東屋には与謝郡与謝野町産のヒノキ材が用いられている。
2019年（令和元年）4月29日には味土野の魅力発信などを目的として、地元住民のガイドによって山菜摘み体験と試食会が開催された。同年8月4日には味土野近くで狩られたイノシシを用いたカレー作り体験やバーベキュー体験が行われた。